# Calycopteris floribunda
Calycopteris floribunda, amb el nom comú Ukshi, és un gran arbust enfiladís que fa 5-10 m a llargada i amb tiges de 5–10 cm de diàmetre. Es creu que és una planta medicinal. Creix a l'Índia, principalment als Ghats occidentals i a Kerala.
Les seves fulles són ovoides o ovals de 5–12 cm de llargada. Presenta inflorescències denses i les flors no tenen pètals mentre que els estams estan arranjats en dos cicles.
El fruit fa 8 mm de llargada.

## Usos
Les seves fulles són amargants astringents i laxants. Se li atribueixen moltes propietats medicinals.